# 산 칼리스토의 카타콤베

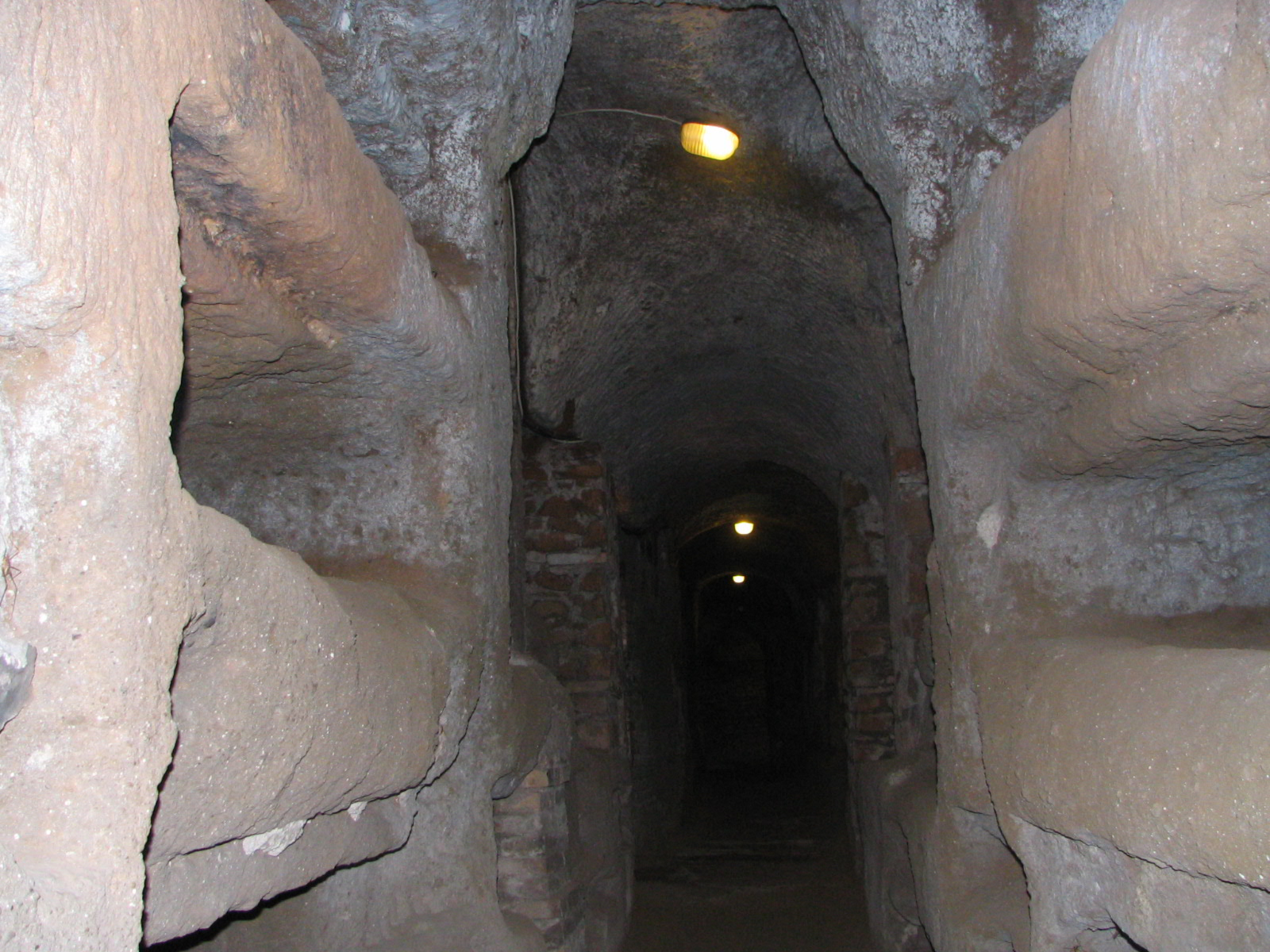
갈리스토 카타콤바 내부 벽감에 있는 무덤들

산 칼리스토의 카타콤베(이탈리아어: Catacombe di San Callisto)는 이탈리아 로마의 아피아 가도에 있는 로마의 카타콤바 가운데 하나로서 2세기에서 4세기까지 재위한 몇몇 교황의 유해가 묻혀 있기 때문에 교황 납골당(이탈리아어: Capella dei Papi)이라고도 부른다. 그러나 납골당을 더는 사용하지 않고 남아 있던 유해들도 로마의 여러 성당으로 뿔뿔이 이장되면서 차츰 붕괴되었다. 납골당에서의 마지막 이장 작업은 9세기 교황 세르지오 2세 재위 때 롬바르드족의 침략이 있기 전날 납골당의 유해를 산 실베스트로 인 카피테 성당으로 이장하였다. 이곳은 로마의 카타콤바와는 달리 아우렐리우스 성벽 안에 있었다.
갈리스토 카타콤바는 교황 갈리스토 1세가 아직 부제였던 시절에 교황 제피리노의 지시에 따라 만든 것으로 전해지고 있다. 갈리스토는 본래 이전부터 있었던 초기 기독교의 히포게움을 확장하여 오늘날의 카타콤바로 만들었다. 갈리스토 1세 본인은 아우렐리우스 가도에 있는 칼레포디우스 카타콤바에 안장되었다. 갈리스토 카타콤바와 납골당은 1854년 선구적인 이탈리아의 고고학자 조반니 바티스타 데 로시에 의해 발굴되어 세상에 공개되었다.

## 교황들의 무덤

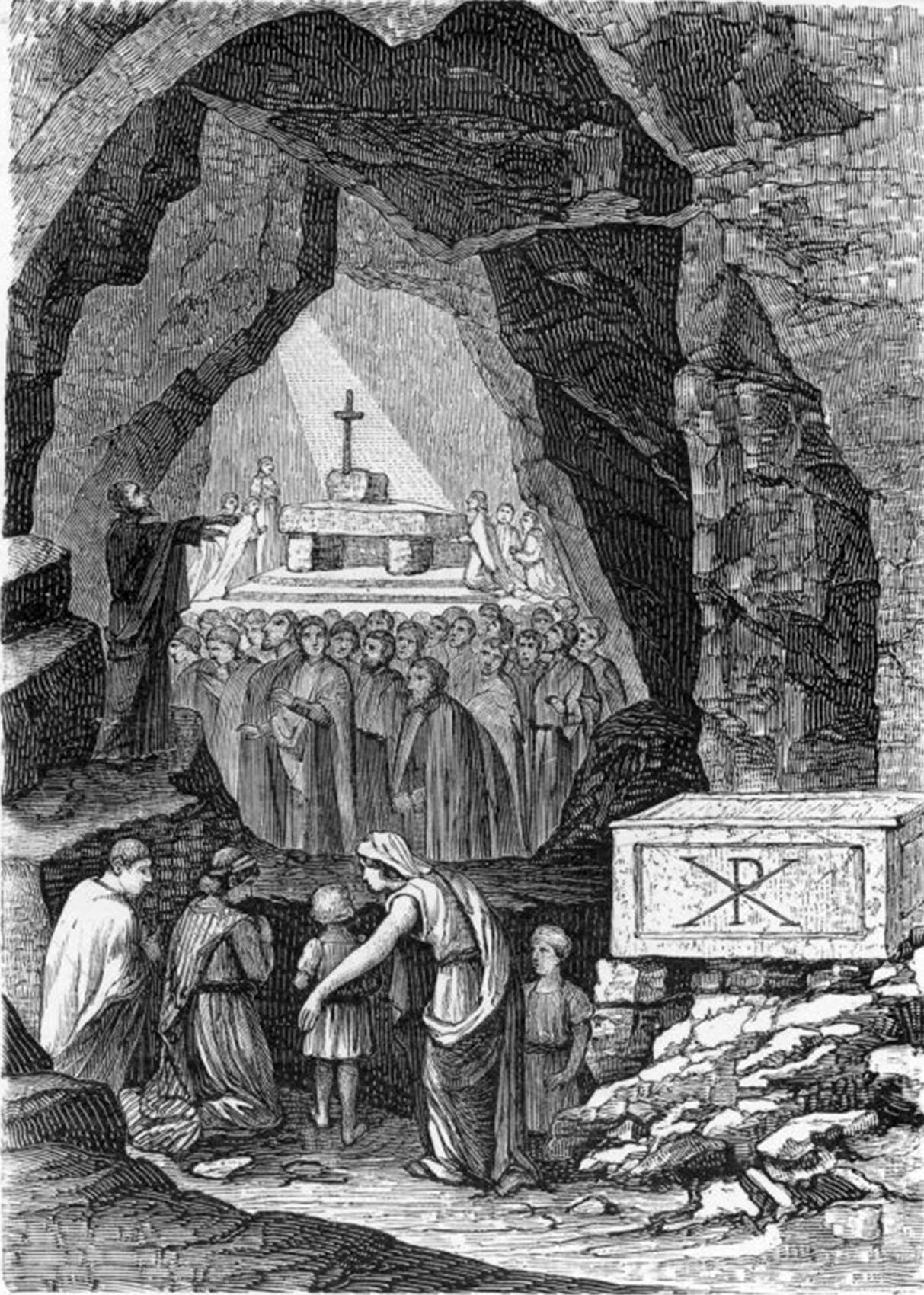
갈리스토 카타콤바에서 미사를 봉헌하는 초기 기독교인들

갈리스토 카타콤바는 한때 0.15 km2나 되는 광활한 넓이를 자랑했으며, 총 열여섯 명의 교황과 쉰 명의 순교자의 유해가 매장되어 있었다. 이곳에 묻힌 교황들 가운데 아홉 명은 이곳 지하 납골당에 안장되었으며, 4세기 교황 다마소 1세는 납골당으로 통하는 계단을 만들도록 지시하였다. 발견된 그리스어 비문 중에는 교황 폰시아노와 교황 안테로, 교황 파비아노, 교황 루치오 1세, 교황 에우티키아노 등의 이름도 있었다. 푸리우스 디오니시우스 필로칼루스가 쓴 좀 더 긴 내용의 교황 식스토 2세의 비문도 발견되었다.
교황들의 납골당 바깥은 교황 카이오와 교황 에우세비오의 무덤이 서로 마주보고 있기 때문에 카이오-에우세비오 구역이라고 명명되었다. 또 다른 구역에는 교황 고르넬리오의 무덤이 있다. 교황 고르넬리오의 무덤에도 역시 필로칼루스가 쓴 묘비명이 있다. 묘비명은 ‘순교자 고르넬리오’라는 뜻의 라틴어 ‘CORNELIVS MARTYR’이다.
교황 식스토 3세에 의해 놓인 명판(名板)에는 식스토 2세 본인을 포함하여 디오니시오, 고르넬리오, 펠릭스 1세, 폰시아노, 파비아노, 카이오, 에우세비오, 멜키아데, 스테파노 1세, 우르바노 1세, 루치오 1세, 안테로 등의 교황들의 이름이 열거되어 있다. 이 명판에는 2세기의 무덤들은 포함되어 있지 않다. 교황 납골당은 4세기가 되면서 공간 부족으로 더는 수용이 불가능해지자 이후로 선종한 교황들은 (산 마르티노 아이 몬티 성당 지하의) 프리실라 카타콤바, 발비나 카타콤바(교황 마르코의 시신이 매장됨), 칼레포디우스 카타콤바(교황 갈리스토 1세와 교황 율리오 1세의 시신이 매장됨), 폰시아노 카타콤바(교황 아나스타시오 1세와 교황 인노첸시오 1세의 시신이 매장됨), 펠리치타 카타콤바(교황 보니파시오 1세의 시신이 매장됨) 등과 같은 다른 지하 무덤에 매장되어야 했다.

### 2세기
| 재위기간        | 초상화 | 이름                 | 매장 이전                                                                             | 무덤의 위치 | 이장된 장소                                                                                 | 비고                                                                                      |
| --------------- | ------ | -------------------- | ------------------------------------------------------------------------------------- | ----------- | ------------------------------------------------------------------------------------------- | ----------------------------------------------------------------------------------------- |
| 155년–166년     |        | 아니체토 성 아니체토 | 바티칸 언덕 (일부 문헌에서는 원래부터 갈리스토 카타콤바에 매장되었다고 기록되어 있음) | 불명        | 알템프스 궁전 (나보나 광장)                                                                 | 알템프스 궁전에 과거에 유해가 담겼던 석관이 보관되어 있다.                                |
| 166년–174/175년 |        | 소테르 성 소테르     | 기록 없음                                                                             | 불명        | 산 실베스트로 인 카피데 성당 산 시스토 베키오 성당 산 마르티노 아이 몬티 성당 스페인 톨레도 | 304년에 묻힌 동명의 순교자와 혼동되어, 갈리스토 카타콤바에 매장되지 않았을 가능성이 있다. |
| 199년–217년     |        | 제피리노 성 제피리노 | 사설 묘지(in cymiterio suo)                                                           | 불명        | 산 실베스트로 인 카피데 성당                                                                | 갈리스토 1세에 의해 새로 건립된 카타콤바에 묻힌 최초의 교황                               |

### 3세기
| 재위기간                          | 초상화 | 이름                         | 매장 이전 | 무덤의 위치          | 이장된 장소                                                                        | 비고 |
| --------------------------------- | ------ | ---------------------------- | --------- | -------------------- | ---------------------------------------------------------------------------------- | --- |
| 222/223년–230년                   |        | 우르바노 1세 성 우르바노     | 기록 없음 | 불명 (비고 참조)     | 불명                                                                               | 프래텍스타투스 카타콤바에 매장된 우르바노와는 이름만 같을 뿐, 전혀 다른 인물이다. 교황 납골당의 석판들 중에 그리스어로 ‘OYPBANOC E[pivskopoV]’, 즉 ‘우르바노 주교’라는 문구가 새겨진 것이 있다. 하지만 우르바노 1세의 것인지는 확실치가 않다.                                                                                            |
| 230년 6월 21일 - 235년 9월 28일   |        | 폰시아노 성 폰시아노         | 사르데냐  | 교황 납골당          | 불명                                                                               | 237년 교황 파비아노에 의해 사르데냐(죽음의 섬)에서 이장되었다. 11월 12일에 교황 납골당에 안장되었는데, 현재 두 개의 묘비가 남아 있다. 하나는 “IIONTIANOC EIII M[αρτυ]ρ”, 즉 ‘폰시아노 주교 순교자’와 “ENθEΩN [αγιωv 'Eπισχοπωv] IIONTIANE ZHCHC”, 즉 ‘그대 폰시아노여, 모두와 함께 하느님 안에서 편히 사십시오.’라는 글귀가 새겨져 있다. |
| 235년 11월 21일 - 236년 1월 3일   |        | 안테로 성 안테로             | 불명      | 교황 납골당          | 산 실베스트로 인 카피테 성당                                                       | 묘비에 ‘안테로 주교’라는 뜻의 “ANΘEPΩC EIII”라는 글귀가 새겨져 있는데, 많이 훼손되었다. 한때 순교자라는 글귀도 새겨져 있었을지도 모른다고 추정되고 있다. |
| 236년 1월 10일 - 250년 1월 20일   |        | 파비아노 성 파비아노         | 불명      | 교황 납골당          | 산 마르티노 아이 몬티 성당 옛 성 베드로 대성전 산 세바스티아노 푸오리 레 무라 성당 | 교황 세르지오 2세에 의해 산 마르티노 성당으로 이장되었다가, 교황 식스토 2세에 의해 다시 옛 성 베드로 대성전으로 이장되었다. 최종적으로 산 세바스티아노 푸오리 레 무라 성당에 이장되었으며, 석관에는 그리스어로 ‘파비아노 주교 순교자’를 뜻하는 “ΦABIANOC EIII MP”가 새겨져 있다.                                                         |
| 253년 6월 25일 - 254년 3월 5일    |        | 루치오 1세 성 루치오         | 불명      | 교황 납골당          | 산타 체칠리아 인 트라스테베레 성당 산 실베스트로 인 카피테 성당 산타 프라세데 성당 | 한때 유해가 안치되어 있었던 석관에는 ‘루치오 주교’라는 뜻의 그리스어 “ΛOYKIC”라는 비문이 새겨져 있으며, 현재 산타 체칠리아 인 트라스테베레 성당에 보관되어 있다. |
| 257년 8월 30/31일 - 258년 8월 6일 |        | 식스토 2세 성 식스토         | 불명      | 교황 납골당          | 옛 성 베드로 대성전 산 시스토 베키오 성당                                          | 교황 파스칼 1세에 의해 옛 성 베드로 대성전으로 이장되었다가, 교황 레오 4세에 의해 최종적으로 산 시스토 베키오 성당으로 이장되었다. 갈리스토 카타콤바에서 장문의 비문이 발굴되었다. |
| 259년 7월 22일 - 268년 12월 26일  |        | 디오니시오 성 디오니시오     | 불명      | 교황 납골당          | 산 실베스트로 인 카피테 성당                                                       | 교황 실베스테르 1세와 교황 스테파노 1세, 교황 디오니시오의 유해는 1601년 발굴되어 산 실베스트로 인 카피테 성당의 중앙 제대 밑으로 이장되었다. 갈리스토 카타콤바에는 아무런 고고학적 증거도 남아있지 않았다. |
| 269년 1월 5일 - 274년 12월 30일   |        | 펠릭스 1세 성 펠릭스         | 불명      | 교황 납골당          | 불명                                                                               | 전승에 의하면, 동명이인과 함께 합장되었다고 전해진다. 하지만 위치가 어디인지는 현재까지 밝혀지지 않았다. |
| 275년 1월 4일 - 283년 12월 7일    |        | 에우티키아노 성 에우티키아노 | 불명      | 교황 납골당          | 루니 수도원(사르차나) 사르차나 대성당                                              | 교황 납골당에 매장된 마지막 교황. 비문에는 ‘에우티키아노 주교’라는 뜻의 “EYTYXIANOC EIIC”라는 글귀가 새겨져 있다. |
| 283년 12월 17일 - 296년 4월 22일  |        | 카이오 성 카이오             | 불명      | 성 에우세비오 납골당 | 산 실베스트로 인 카피테 성당 산탄드레아 델라 발레 성당 (바르베리니 경당)           | 비문에는 ‘4월 22일 카이오 주교가 주교좌에서 내려오다’는 뜻의 그리스어 문구 “I [AIO]Y EIII[CKOIIOY] / KAΘ / [IIPO I] KAΛ MAIΩ[N]”가 새겨져 있다. |

### 4세기
| 재위기간                         | 초상화 | 이름                     | 매장 이전 | 무덤의 위치          | 이장된 장소                                  | 비고 |
| -------------------------------- | ------ | ------------------------ | --------- | -------------------- | -------------------------------------------- | --- |
| 309년 - 310년                    |        | 에우세비오 성 에우세비오 | 시칠리아  | 성 에우세비오 납골당 | 기록 없음                                    | 장문의 비문이 보존되어 있다. |
| 311년 7월 2일 - 314년 1월 11일   |        | 멜키아데 성 멜키아데     | 불명      | 불명                 | 산 실베스트로 인 카피테 성당                 | 유일하게 오랜 평화기간 중에 갈리스토 카타콤바에 안장된 교황이다. 지붕 형태의 덮개가 있는 커다란 석관에 안치되었다.                                                                                            |
| 366년 10월 1일 - 384년 12월 11일 |        | 다마소 1세 성 다마소     | 불명      | 불명                 | 옛 성 베드로 대성전 산 로렌초 인 다마소 성당 | 모친 라우렌시아 및 누이 이레네와 합장되었으며, 석관에 새겨진 비문이 보존되어 있다. 교황 클레멘스 8세에 의해 유골함에 담겨져 옛 성 베드로 대성전으로 옮겨졌다가, 산 로렌초 인 다마소 성당으로 최종 이관되었다. |

## 같이 보기
- 로마의 고대 건축물 목록

## 참고 문헌
- Reardon, Wendy J. 2004. The Deaths of the Popes. Macfarland & Company, Inc. ISBN 0-7864-1527-4
- Carragáin, Éamonn Ó; Neuman de Vegvar, Carol L. (2007). 《Roma felix: formation and reflections of medieval Rome》. Ashgate Publishing, Ltd. 59쪽. ISBN 0-7546-6096-6. 2009년 5월 26일에 확인함.